# Wereldbeker schaatsen junioren 2008/2009
De wereldbeker schaatsen junioren 2008/2009 (ISU Junior World Cup Speed Skating 2008/2009) was de eerste editie van de Wereldbeker schaatsen junioren. Het seizoen bestond uit vijf wedstrijden, waaronder het WK Junioren dat ook meetelde.

## Puntenverdeling
| Plaats                                   | 1   | 2   | 3   | 4  | 5  | 6  | 7  | 8  | 9  | 10 | 11 | 12 | 13 | 14 | 15 | 16 | 17 | 18 | 19 | 20 | 21 | 22 | 23 | 24 |
| ---------------------------------------- | --- | --- | --- | -- | -- | -- | -- | -- | -- | -- | -- | -- | -- | -- | -- | -- | -- | -- | -- | -- | -- | -- | -- | -- |
| Wereldbekerfinale en wereldkampioenschap | 150 | 120 | 105 | 90 | 75 | 67 | 60 | 54 | 48 | 42 | 36 | 32 | 27 | 24 | 21 | 18 | 15 | 12 | 9  | 6  | 4  | 3  | 2  | 1  |
| Normale wereldbekerwedstrijd             | 100 | 80  | 70  | 60 | 50 | 45 | 40 | 36 | 32 | 28 | 24 | 21 | 18 | 16 | 14 | 12 | 10 | 8  | 6  | 4  | 3  | 2  | 1  |    |

## Limiettijden
Om te mogen starten in de wereldbeker schaatsen junioren 2008/2009 moet de schaatser aan de volgende limiettijden hebben voldaan.
| Geslacht | 500m  | 1000m   | 1500m   | 3000m   |
| -------- | ----- | ------- | ------- | ------- |
| Jongens  | 41,50 | 1.24,00 | 2.10,00 | 4.40,00 |
| Meisjes  | 46,00 | 1.32,00 | 2.25,00 | 5.10,00 |

## Kalender
| # | Plaats    | Datum                      | 500m | 1000m | 1500m | 3/5km | achtervolging | Extra                           |
| - | --------- | -------------------------- | ---- | ----- | ----- | ----- | ------------- | ------------------------------- |
| 1 | Inzell    | 29 - 30 november 2008      | 2x   | 1x    | 1x    |       | 1x            | Eerste juniorenwereldbeker ooit |
| 2 | Asker     | 6 - 7 december 2008        | 1x   | 1x    | 1x    | 1x*   |               |                                 |
| 3 | Collalbo  | 17 - 18 januari 2009       | 1x   | 1x    | 1x    | 1x**  |               |                                 |
| 4 | Zakopane  | 20 - 22 februari 2009      | 2x   | 1x    | 1x    | 1x*** | 1x            | Tevens WK Junioren, bonuspunten |
| 5 | Groningen | 28 februari - 1 maart 2009 | 2x   | 1x    | 1x    | 1x*   | 1x            | Wereldbekerfinale, bonuspunten  |

* 3000m voor de meisjes, 5000m voor de jongens.
** 3000m voor de meisjes en voor de jongens.
*** 3000m voor de meisjes, beste resultaat 3000m en 5000m voor de jongens.

## Uitslagen

### Meisjes
| Wedstrijden           |                                                 |                              |                              |                        |                       |
|                       | 500m                                            | 1000m                        | 1500m                        | 3000m                  | achtervolging         |
| Inzell                | Katja Franzen (40,41) Olga Fatkoelina (40,37)   | Olga Fatkoelina (1.20,20)    | Hege Bøkko (2.06,92)         | niet op het programma  | Duitsland (3.18,70)   |
| Asker                 | Olga Fatkoelina (41,30)                         | Hege Bøkko (1.23,20)         | Yvonne Nauta (2.12,49)       | Yvonne Nauta (4.29,98) | niet op het programma |
| Collalbo              | Olga Fatkoelina (39,91)                         | Roxanne van Hemert (1.18,29) | Roxanne van Hemert (2.01,66) | Andrea Jirků (4.22,82) | niet op het programma |
| WK Junioren: Zakopane | Olga Fatkoelina (40,23) Olga Fatkoelina (39,85) | Roxanne van Hemert (1.20,55) | Roxanne van Hemert (2.02,91) | Yvonne Nauta (4.21,54) | Nederland (3.16,30)   |
| Groningen             | Olga Fatkoelina (40,13) Olga Fatkoelina (40,02) | Roxanne van Hemert (1.19,89) | Roxanne van Hemert (2.02,76) | Yvonne Nauta (4.20,38) | Nederland (3.11,69)   |
| Eindklassement        |                                                 |                              |                              |                        |                       |
|                       | 500m                                            | 1000m                        | 1500m                        | 3000m                  | achtervolging         |
| Goud                  | Olga Fatkoelina                                 | Roxanne van Hemert           | Roxanne van Hemert           | Yvonne Nauta           | Nederland             |
| Zilver                | Jekaterina Ajdova                               | Olga Fatkoelina              | Yvonne Nauta                 | Andrea Jirků           | Duitsland             |
| Brons                 | Yukana Nishina                                  | Hege Bøkko                   | Karolína Erbanová            | Jennifer Bay           | Rusland               |

### Jongens
| Wedstrijden           |                                                     |                        |                                 |                                   |                       |
|                       | 500m                                                | 1000m                  | 1500m                           | 3/5km                             | achtervolging         |
| Inzell                | Jan Daldossi (37,10) Haoran Sun (36,85)             | Jan Daldossi (1.12,18) | Sverre Lunde Pedersen (1.52,27) | niet op het programma             | Noorwegen (4.02,10)   |
| Asker                 | Jan Daldossi (37,75)                                | Jan Daldossi (1.15,00) | Koen Verweij (1.55,92)          | Koen Verweij (6.51,56)            | niet op het programma |
| Collalbo              | Roman Krech (36,57)                                 | Koen Verweij (1.11,60) | Kjeld Nuis (1.51,67)            | Pim Cazemier (3.50,94)            | niet op het programma |
| WK Junioren: Zakopane | Mitchell Whitmore (36,44) Richard MacLennan (36,63) | Jan Daldossi (1.12,35) | Pim Cazemier (1.52,66)          | Koen Verweij (3.52,73 en 6.47,54) | Nederland (3.59,21)   |
| Groningen             | Jan Daldossi (36,59) Satoru Mikami (36,94)          | Kjeld Nuis (1.11,75)   | Kjeld Nuis (1.49,82)            | Pim Cazemier (6.48,70)            | Nederland (3.57,77)   |
| Eindklassement        |                                                     |                        |                                 |                                   |                       |
|                       | 500m                                                | 1000m                  | 1500m                           | 3/5km                             | achtervolging         |
| Goud                  | Jan Daldossi                                        | Jan Daldossi           | Pim Cazemier                    | Pim Cazemier                      | Duitsland             |
| Zilver                | Roman Krech                                         | Aleksej Bondarchuk     | Sverre Lunde Pedersen           | Sverre Lunde Pedersen             | Nederland             |
| Brons                 | Aleksej Bondarchuk                                  | Fyodor Mezentsev       | Jan Daldossi                    | Patrick Beckert                   | Noorwegen             |

### Medaillespiegel
| Pos. | Land       | Goud | Zilver | Brons | Totaal |
| ---- | ---------- | ---- | ------ | ----- | ------ |
| 1    | Nederland  | 6    | 2      | 0     | 8      |
| 2    | Italië     | 2    | 0      | 1     | 3      |
| 3    | Duitsland  | 1    | 1      | 2     | 4      |
| 4    | Rusland    | 1    | 1      | 1     | 3      |
| 5    | Kazachstan | 0    | 3      | 2     | 5      |
| 6    | Noorwegen  | 0    | 2      | 2     | 4      |
| 7    | Tsjechië   | 0    | 1      | 1     | 2      |
| 8    | Japan      | 0    | 0      | 1     | 1      |